# Molly Bartling
Molly Magdalena Kassim Bartling, född 1971 i Katrineholm och uppvuxen i Stallarholmen, är en svensk illustratör. Hon arbetar främst inom mode och har bl.a. illustrerat för Svenska Moderådet. Utöver mode har hon även arbetat för bland annat tidningar och gjort bokomslag. Hon har bland annat illustrerat för Dagens Nyheter i både reportage och uppmärksammade rättegångar som Skandiaaffären, Knutbydramat och domen mot Mijailo Mijailovic.
Molly Bartling är utbildad vid Konstfack där hon i sitt examensarbete satte ihop en katalog för Lars Wallin, tecknad i krita och blyerts. Några av illustrationerna ställdes ut på Prins Eugens Waldemarsudde i Stockholm 2011.[källa behövs]